# From the Bottom 2 the Top
From the Bottom 2 the Top – "uliczny album" amerykańskiego duetu hip-hopowego 8Ball & MJG. Został wydany 5 października, 2010 roku.

## Lista utworów
| Nr  | Tytuł                       | Producent(ci) | Goście | Czas |
| --- | --------------------------- | ------------- | ------ | ---- |
| 1.  | "Pimp Ride"                 |               |        | 2:04 |
| 2.  | "Ballin' on You"            |               |        | 4:13 |
| 3.  | "Roll One"                  |               |        | 3:44 |
| 4.  | "Explore This Pimpin'"      |               |        | 0:23 |
| 5.  | "Blunts & Broads"           |               |        | 4:11 |
| 6.  | "What It Takes"             |               |        | 0:30 |
| 7.  | "Put the Money in My Hand"  |               |        | 4:14 |
| 8.  | "Lay It Down 2"             | Big Hollis    |        | 4:23 |
| 9.  | "Down Chick"                |               |        | 4:00 |
| 10. | "While We Here"             |               |        | 3:43 |
| 11. | "Champagne"                 |               |        | 4:13 |
| 12. | "It's Gon Be Alright"       |               |        | 4:03 |
| 13. | "You Know"                  |               |        | 4:48 |
| 14. | "From the Bottom 2 the Top" |               |        | 0:40 |